# Menno van Coehoorn

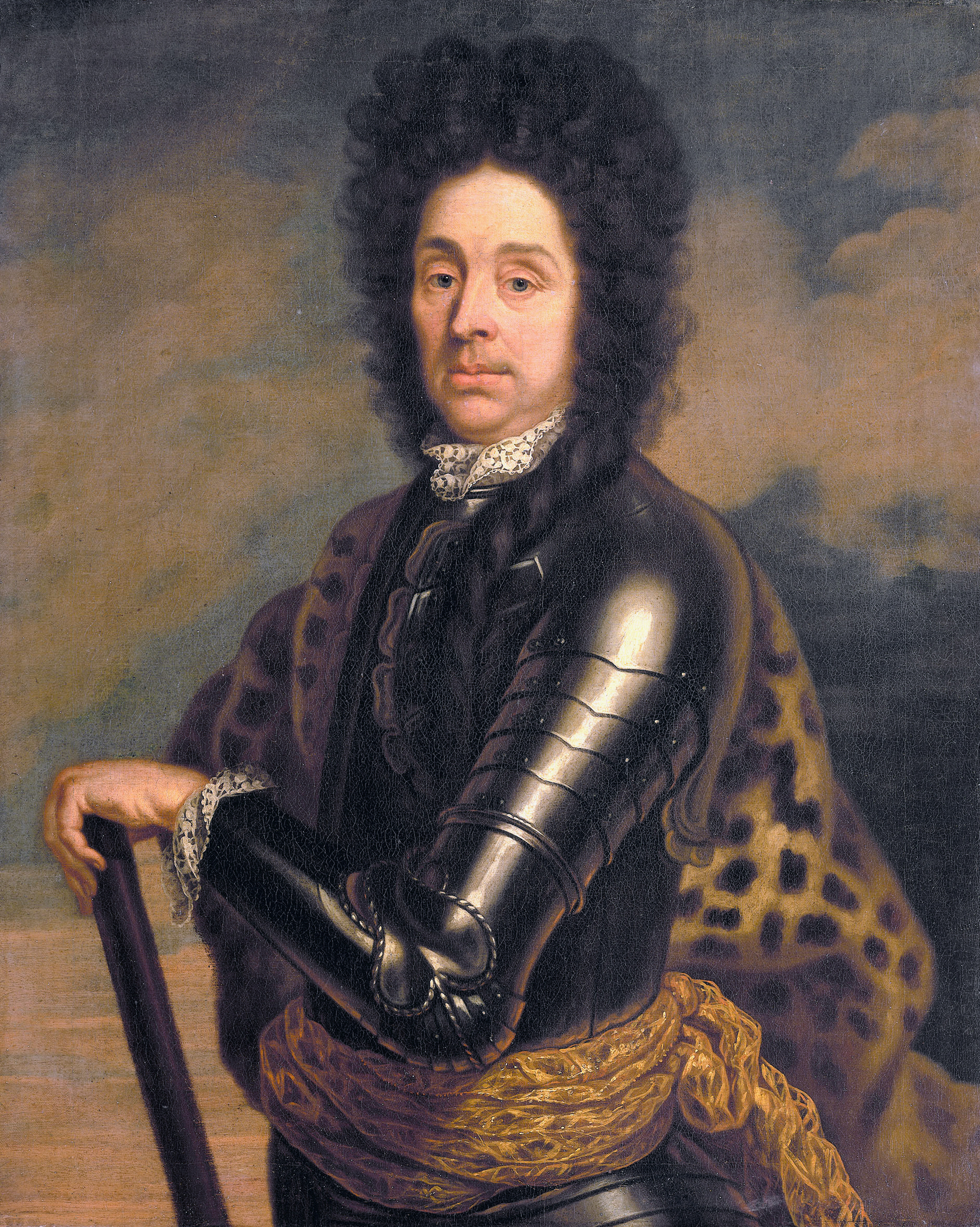
Menno van Coehoorn

Menno van Coehoorn (Britsum, maart 1641 - Den Haag, 17 maart 1704) was militair en vestingbouwkundige. Hij was derde inspecteur-generaal van de Dienst der Fortificatiën en meester-generaal der artillerie.

## Leven en werk
Menno baron van Coehoorn is geboren op de niet meer bestaande Lettinga State in Britsum, ten noorden van Leeuwarden, als telg uit een geslacht van hoge Zweedse of Duitse (?) legerfunctionarissen. Zijn vader stond in betrekking tot het Friese stadhouderlijke hof. In 1657 trad ook Menno in militaire dienst en begon zijn carrière bij de infanterie. Tijdens zijn leven nam hij dienst in verschillende legers, waaronder dat van stadhouder Willem III. Hij was als kapitein betrokken bij de verdediging van Maastricht in 1673, waar hij voor het eerst werd geconfronteerd met de Franse vestingbouwer Vauban. In 1674 was Van Coehoorn gelegerd in Grave. In 1678 liet hij een state bouwen in Wijckel (Wikel), in het Friese Gaasterland, die de naam Meerenstein kreeg. Op deze plaats ligt nog altijd een park, dat bekendstaat als het Van Coehoornbosk.
Daarna begon hij zijn talenten als ontwerper en bouwer van vestingwerken te ontplooien. Zijn eerste grote werk was de fortificatie van de stad Coevorden in 1680. Zijn methodes, geschikt voor het vlakke land, vielen echter niet bij iedereen in goede aarde. Van Coehoorn raakte in een lange pennenstrijd verwikkeld met kapitein-ingenieur Louis Paen, betrokken bij de verbetering van de vesting Naarden, over de theorie achter de vestingbouw. Deze strijd zou in de 17e eeuw beroemd worden als de Twist der Vijfhoecken. In 1682 verscheen Versterckinge des Vijfhoecks Met alle sijne Buyten-Wercken.
In de twist met Louis Paen bleek Van Coehoorn het laatste woord te hebben, toen hij in 1685 zijn boek Nieuwe vestingbouw, Op een natte of lage Horisont uitbracht. In dit boek worden drie methodes van vestingbouw omschreven die speciaal zijn ontworpen voor het Nederlandse landschap en die de modernste manieren van oorlog voeren zouden kunnen weerstaan.
De ster van Menno van Coehoorn begon pas echt te rijzen toen hij als generaal-majoor van de infanterie ten strijde trok in de Negenjarige Oorlog. Hier paste hij zijn kennis van de verdedigingskunst toe bij de belegeringen van Keizersweer en Bonn in 1689. Hij maakte vooral naam bij de verdediging van Namen in 1692 en Hoei in 1694. Bij het beleg van Namen gaf Van Coehoorn zich als laatste over. De belegeraar, de Franse koning Lodewijk XIV, liet hem aan zich voorstellen. De herovering van de Citadel van Namen in 1695 bezorgde hem nog meer naam, maar kostte ook onnodig veel mensenlevens. In 1696 slaagde hij er samen met Godard van Reede in het munitiemagazijn van Lodewijk XIV bij Givet te bombarderen. De laatste oorlog waarin de Republiek tijdens Van Coehoorns leven betrokken raakte, was de Spaanse Successieoorlog. Van Coehoorn gaf leiding aan de verdediging van Zeeuws-Vlaanderen, Venlo, Roermond en Luik in 1702. In 1703 was hij nog actief bij de verovering van Bonn.

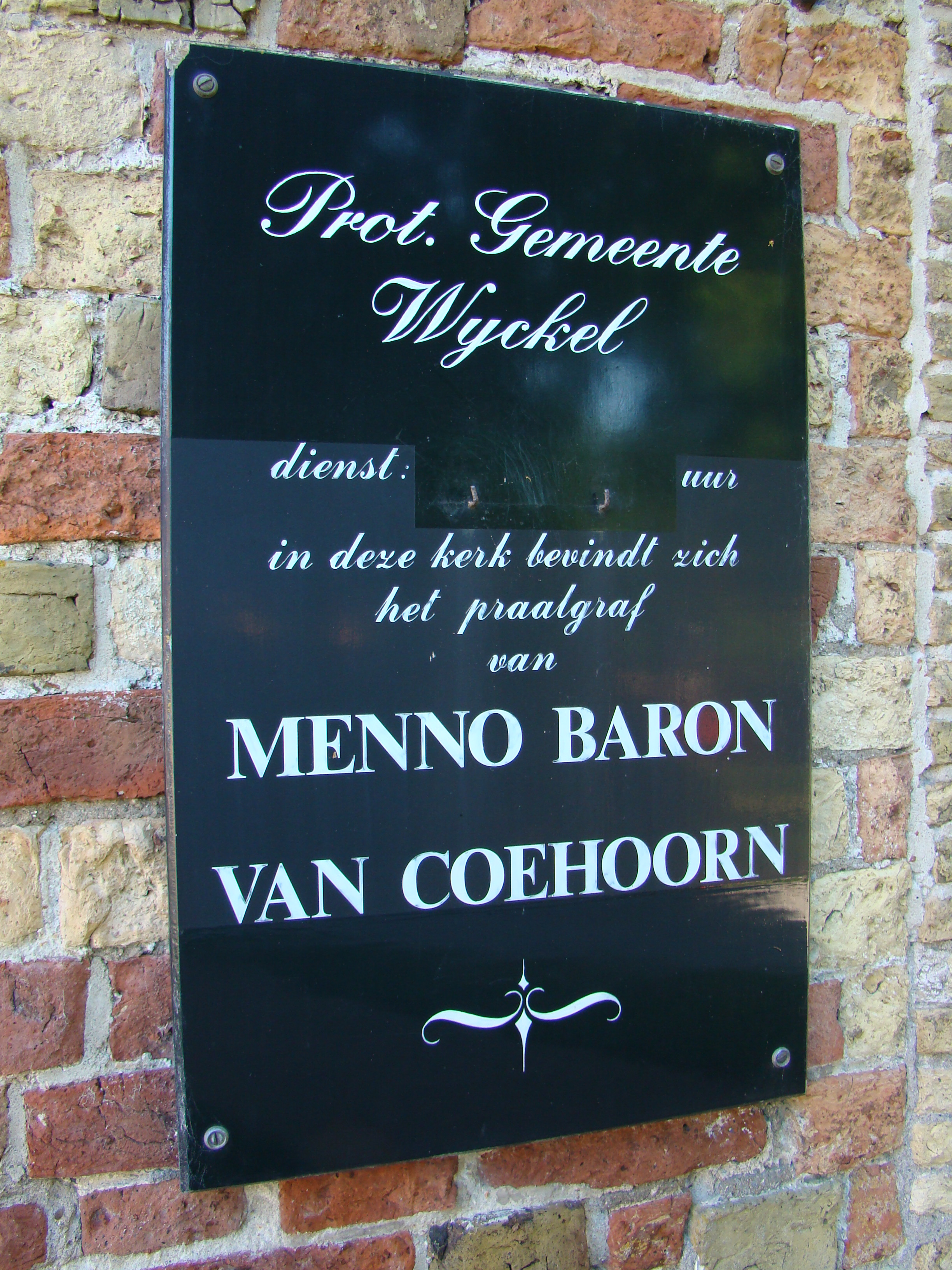
Wijckelse kerk

Hij werd geprezen door zijn Franse evenknie Vauban. Van Coehoorn raakte bevriend met de hertog van Marlborough. Peter de Grote probeerde hem in 1697 naar Rusland te halen. Vanwege zijn successen werd hij door de koningen van Spanje en Engeland in de adelstand verheven en kreeg hij van de Staten-Generaal talloze opdrachten voor ontwerpen van fortificaties. Hij was verantwoordelijk voor de planning van een serie linies die de 'frontieren' (grenzen) van de Republiek moesten beschermen tegen invasies. De bekendste hiervan is de IJssellinie, die van Zwolle tot Arnhem strekte. Nog in de jaren 1950 werd door de NAVO overwogen om deze linie in te zetten als middel om Nederland desnoods te verdedigen.
Behalve nieuwe methoden in de vestingbouw heeft Van Coehoorn het Coehoornmortier uitgevonden (1674); een klein door twee mannen draagbaar mortier voor belegeringen. Het Coehoornmortier is nog tot ver in de 20e eeuw gebruikt door de marine als middel om bevoorradingskabels van een schip naar een ander schip te schieten en voor het werpen van lichtkogels.
Van Coehoorn stierf in 1704 aan een beroerte en werd begraven in de Vaste Burchtkerk te Wijckel. Hier wordt de plek van zijn graf nog altijd aangegeven door een groot monument, ontworpen door Daniel Marot en uitgevoerd door Pieter van der Plas.

## Van Coehoorn versus Vauban
Menno van Coehoorn wordt vaak vergeleken met zijn tijdgenoot Vauban, een vestingbouwer die vooral in Frankrijk groot aanzien genoot en verantwoordelijk is voor talloze fortificaties aldaar. Ze hadden echter een heel andere manier van werken. Waar Vauban de zaken meestal simpel hield, konden de vestingen van Van Coehoorn de bestokers steeds weer verrassen met nieuwe verdedigingswerken en vuur uit onverwachte hoeken. 
Ook qua aanvalsstrategieën verschilden ze sterk. Vauban concentreerde zich vooral op het zo veel mogelijk intact houden van troepen tijdens een belegering, waarbij slechts zeer geleidelijk rondom terreinwinst werd geboekt. Van Coehoorn daarentegen was bereid golf na golf van soldaten met zo veel mogelijk en zo krachtig mogelijk geschut op een vesting af te sturen totdat deze kapotgeslagen was. Hoewel de veroveringen op zich met Van Coehoorns strategie veel sneller bereikt werden, gingen ze ook gepaard met zware verliezen aan mensenlevens, hoge materiële kosten en grote schade.

## De vestingen van Van Coehoorn

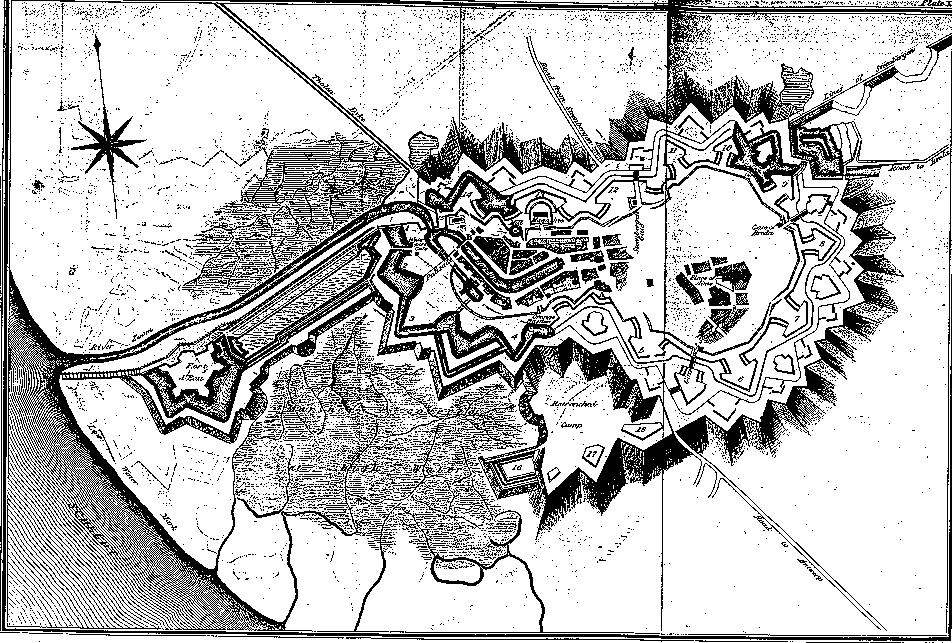
Napoleontische tekening van de verdedigingswerken van Bergen op Zoom

Menno van Coehoorn werkte onder andere aan de vestingwerken van Groningen, Zwolle, Nijmegen, Grave, Breda en Bergen op Zoom . De verdedigingswerken van die laatste plaats worden als zijn meesterwerk beschouwd. Van Coehoorn ontwierp ook tal van linies die zich als een lint door het landschap slingerden. Voorbeelden hiervan zijn de Helperlinie bij de stad Groningen en de thans nog aanwezige Hoge Linie bij Doesburg. 
Veel vestingwerken die door Van Coehoorn ontworpen waren, zijn in de 19e eeuw gesloopt.

## Overig nalatenschap
In 1932 werd de Stichting Menno van Coehoorn opgericht, een organisatie die zich inzet voor het behoud van voormalige verdedigingswerken.
De Menno van Coehoornkazerne was gevestigd in Arnhem-Noord. Het monumentale hoofdgebouw van de voormalige kazerne staat aan de Klarendalseweg. Hier waren onder andere de regimenten infanterie gelegerd die in de Tweede Wereldoorlog op de Grebbeberg vochten. Op het terrein van de kazerne werd in 2000 een complex met 64 woningen gebouwd. De vereniging van eigenaars heeft de naam 'Menno van Coehoorn' aangenomen.
In Leeuwarden zijn een straat en een basisschool naar Van Coehoorn vernoemd. Ook in veel andere Nederlandse steden zijn straten naar hem vernoemd: in Breda, Britsum, Bergum, Delfzijl, Doesburg, Eindhoven, Groningen, Hilversum, Langerak, Maastricht, Nijmegen, Utrecht, Willemstad, Zuidhorn, Leerdam, Bergen op Zoom, Zutphen en Zwolle.